# Liste der denkmalgeschützten Objekte in Ždiar/1–99
Die Liste der denkmalgeschützten Objekte in Ždiar/1–99 enthält die 111 nach slowakischen Denkmalschutzvorschriften geschützten Objekte in der Gemeinde Ždiar im Okres Poprad für die Adressen mit Hausnummern unter 100.

## Denkmäler
| Foto |                 | Denkmal / č. ÚZPF                                             | Standort / Konskr. Nr.      | Offizielle Beschreibung                          | Beschreibung | Metadaten                                                                |
| ---- | --------------- | ------------------------------------------------------------- | --------------------------- | ------------------------------------------------ | ------------ | ------------------------------------------------------------------------ |
|      | Datei hochladen | Gebäude in regionaltypischem Baustil(sk) ObjektID: 706-4630/1 | 1 KG: Ždiar Konskr.Nr.: 1   | zrubový                                          |              | č. NKP: 706-4630/1 Stand des NKP: 2012-02-08 Name: DOM ĽUDOVÝ            |
|      | Datei hochladen | Scheune(sk) ObjektID: 706-4630/2                              | 1 KG: Ždiar Konskr.Nr.: 1   | drevená,rámová                                   |              | č. NKP: 706-4630/2 Stand des NKP: 2012-02-08 Name: STODOLA               |
|      | Datei hochladen | Wirtschaftsgebäude(sk) ObjektID: 706-4630/3                   | 1 KG: Ždiar Konskr.Nr.: 1   |                                                  |              | č. NKP: 706-4630/3 Stand des NKP: 2012-02-08 Name: STAVBA HOSPODÁRSKA    |
|      | Datei hochladen | Gebäude in regionaltypischem Baustil(sk) ObjektID: 706-4631/1 | 4 KG: Ždiar Konskr.Nr.: 4   | zrubový                                          |              | č. NKP: 706-4631/1 Stand des NKP: 2012-02-08 Name: DOM ĽUDOVÝ            |
|      | Datei hochladen | Scheune(sk) ObjektID: 706-4631/2                              | 4 KG: Ždiar Konskr.Nr.: 4   | rámová                                           |              | č. NKP: 706-4631/2 Stand des NKP: 2012-02-08 Name: STODOLA               |
|      | Datei hochladen | Wirtschaftsgebäude(sk) ObjektID: 706-4631/3                   | 4 KG: Ždiar Konskr.Nr.: 4   | zrubová; maštaľ                                  |              | č. NKP: 706-4631/3 Stand des NKP: 2012-02-08 Name: STAVBA HOSPODÁRSKA    |
|      | Datei hochladen | Gebäude in regionaltypischem Baustil(sk) ObjektID: 706-3784/1 | 14 KG: Ždiar Konskr.Nr.: 14 | zrubový+murovaný                                 |              | č. NKP: 706-3784/1 Stand des NKP: 2012-02-08 Name: DOM ĽUDOVÝ            |
|      | Datei hochladen | STODOLA S MAŠTAĽOU ObjektID: 706-3784/2                       | 14 KG: Ždiar Konskr.Nr.: 14 | zrubová,kamenná; mlatovisko,záčin,chliev         |              | č. NKP: 706-3784/2 Stand des NKP: 2012-02-08 Name: STODOLA S MAŠTAĽOU    |
|      | Datei hochladen | ŠOPA ObjektID: 706-3784/3                                     | 14 KG: Ždiar Konskr.Nr.: 14 | doštená; šop,pricolek                            |              | č. NKP: 706-3784/3 Stand des NKP: 2012-02-08 Name: ŠOPA                  |
|      | Datei hochladen | Gebäude in regionaltypischem Baustil(sk) ObjektID: 706-4632/1 | 15 KG: Ždiar Konskr.Nr.: 15 | zrubový                                          |              | č. NKP: 706-4632/1 Stand des NKP: 2012-02-08 Name: DOM ĽUDOVÝ            |
|      | Datei hochladen | Scheune und Stall(sk) ObjektID: 706-4632/2                    | 15 KG: Ždiar Konskr.Nr.: 15 | drevená rámová+murovaná; záčin,mlatovisko,maštaľ |              | č. NKP: 706-4632/2 Stand des NKP: 2012-02-08 Name: STODOLA S MAŠTAĽOU    |
|      | Datei hochladen | Wirtschaftsgebäude(sk) ObjektID: 706-4632/3                   | 15 KG: Ždiar Konskr.Nr.: 15 |                                                  |              | č. NKP: 706-4632/3 Stand des NKP: 2012-02-08 Name: STAVBA HOSPODÁRSKA    |
|      | Datei hochladen | Gebäude in regionaltypischem Baustil(sk) ObjektID: 706-3762/1 | 16 KG: Ždiar Konskr.Nr.: 16 | zrubový                                          |              | č. NKP: 706-3762/1 Stand des NKP: 2012-02-08 Name: DOM ĽUDOVÝ            |
|      | Datei hochladen | Scheune und Stall(sk) ObjektID: 706-3762/2                    | 16 KG: Ždiar Konskr.Nr.: 16 | zrubová,kamenná; záčin,mlatovisko,maštaľ         |              | č. NKP: 706-3762/2 Stand des NKP: 2012-02-08 Name: STODOLA S MAŠTAĽOU    |
|      | Datei hochladen | OVČÍN ? ObjektID: 706-3762/3                                  | 16 KG: Ždiar Konskr.Nr.: 16 | zrubový                                          |              | č. NKP: 706-3762/3 Stand des NKP: 2012-02-08 Name: OVČÍN ?               |
|      | Datei hochladen | Gebäude in regionaltypischem Baustil(sk) ObjektID: 706-3785/1 | 17 KG: Ždiar Konskr.Nr.: 17 | zrubový                                          |              | č. NKP: 706-3785/1 Stand des NKP: 2012-02-08 Name: DOM ĽUDOVÝ            |
|      | Datei hochladen | Scheune(sk) ObjektID: 706-3785/2                              | 17 KG: Ždiar Konskr.Nr.: 17 | zrubová                                          |              | č. NKP: 706-3785/2 Stand des NKP: 2012-02-08 Name: STODOLA               |
|      | Datei hochladen | Gebäude in regionaltypischem Baustil(sk) ObjektID: 706-3692/1 | 18 KG: Ždiar Konskr.Nr.: 18 | zrubový                                          |              | č. NKP: 706-3692/1 Stand des NKP: 2012-02-08 Name: DOM ĽUDOVÝ            |
|      | Datei hochladen | Wirtschaftsgebäude(sk) ObjektID: 706-3692/2                   | 18 KG: Ždiar Konskr.Nr.: 18 |                                                  |              | č. NKP: 706-3692/2 Stand des NKP: 2012-02-08 Name: STAVBA HOSPODÁRSKA    |
|      | Datei hochladen | Gebäude in regionaltypischem Baustil(sk) ObjektID: 706-4633/1 | 19 KG: Ždiar Konskr.Nr.: 19 | zrubový                                          |              | č. NKP: 706-4633/1 Stand des NKP: 2012-02-08 Name: DOM ĽUDOVÝ            |
|      | Datei hochladen | Scheune und Stall(sk) ObjektID: 706-4633/2                    | 19 KG: Ždiar Konskr.Nr.: 19 | rámová,murovaná+doštená; maštaľ,stodola          |              | č. NKP: 706-4633/2 Stand des NKP: 2012-02-08 Name: STODOLA S MAŠTAĽOU    |
|      | Datei hochladen | VOZÁREŇ ObjektID: 706-4633/3                                  | 19 KG: Ždiar Konskr.Nr.: 19 | drevená,rámová; voziareň                         |              | č. NKP: 706-4633/3 Stand des NKP: 2012-02-08 Name: VOZÁREŇ               |
|      | Datei hochladen | Wirtschaftsgebäude(sk) ObjektID: 706-4633/4                   | 19 KG: Ždiar Konskr.Nr.: 19 | drevená,rámová                                   |              | č. NKP: 706-4633/4 Stand des NKP: 2012-02-08 Name: STAVBA HOSPODÁRSKA    |
|      | Datei hochladen | Gebäude in regionaltypischem Baustil(sk) ObjektID: 706-3787/0 | 21 KG: Ždiar Konskr.Nr.: 21 | zrubový                                          |              | č. NKP: 706-3787/0 Stand des NKP: 2012-02-08 Name: DOM ĽUDOVÝ            |
|      | Datei hochladen | Gebäude in regionaltypischem Baustil(sk) ObjektID: 706-3763/1 | 23 KG: Ždiar Konskr.Nr.: 23 | zrubový                                          |              | č. NKP: 706-3763/1 Stand des NKP: 2012-02-08 Name: DOM ĽUDOVÝ            |
|      | Datei hochladen | Scheune und Stall(sk) ObjektID: 706-3763/2                    | 23 KG: Ždiar Konskr.Nr.: 23 | zrubová; ovčín,mlatovisko,maštaľ                 |              | č. NKP: 706-3763/2 Stand des NKP: 2012-02-08 Name: STODOLA S MAŠTAĽOU    |
|      | Datei hochladen | PODŠOPA ObjektID: 706-3763/3                                  | 23 KG: Ždiar Konskr.Nr.: 23 | rámová                                           |              | č. NKP: 706-3763/3 Stand des NKP: 2012-02-08 Name: PODŠOPA               |
|      | Datei hochladen | Gebäude in regionaltypischem Baustil(sk) ObjektID: 706-3764/1 | 25 KG: Ždiar Konskr.Nr.: 25 | zrubový                                          |              | č. NKP: 706-3764/1 Stand des NKP: 2012-02-08 Name: DOM ĽUDOVÝ            |
|      | Datei hochladen | Scheune und Stall(sk) ObjektID: 706-3764/2                    | 25 KG: Ždiar Konskr.Nr.: 25 | zrubová; záčin,mlatovisko,maštaľ,jata            |              | č. NKP: 706-3764/2 Stand des NKP: 2012-02-08 Name: STODOLA S MAŠTAĽOU    |
|      | Datei hochladen | Scheune und Stall(sk) ObjektID: 706-3764/3                    | 25 KG: Ždiar Konskr.Nr.: 25 | zrubová; záčin,maštaľ,jata                       |              | č. NKP: 706-3764/3 Stand des NKP: 2012-02-08 Name: STODOLA S MAŠTAĽOU I. |
|      | Datei hochladen | Gebäude in regionaltypischem Baustil(sk) ObjektID: 706-3693/1 | 26 KG: Ždiar Konskr.Nr.: 26 | zrubový                                          |              | č. NKP: 706-3693/1 Stand des NKP: 2012-02-08 Name: DOM ĽUDOVÝ            |
|      | Datei hochladen | Scheune und Stall(sk) ObjektID: 706-3693/2                    | 26 KG: Ždiar Konskr.Nr.: 26 | zrubová; stodola,maštaľ                          |              | č. NKP: 706-3693/2 Stand des NKP: 2012-02-08 Name: STODOLA S MAŠTAĽOU    |
|      | Datei hochladen | ŠOPA ? ObjektID: 706-3693/3                                   | 26 KG: Ždiar Konskr.Nr.: 26 | doštená                                          |              | č. NKP: 706-3693/3 Stand des NKP: 2012-02-08 Name: ŠOPA ?                |
|      | Datei hochladen | Wirtschaftsgebäude(sk) ObjektID: 706-3693/4                   | 26 KG: Ždiar Konskr.Nr.: 26 |                                                  |              | č. NKP: 706-3693/4 Stand des NKP: 2012-02-08 Name: STAVBA HOSPODÁRSKA    |
|      | Datei hochladen | Gebäude in regionaltypischem Baustil(sk) ObjektID: 706-3765/1 | 27 KG: Ždiar Konskr.Nr.: 27 | zrubový+murovaný                                 |              | č. NKP: 706-3765/1 Stand des NKP: 2012-02-08 Name: DOM ĽUDOVÝ            |
|      | Datei hochladen | Scheune und Stall(sk) ObjektID: 706-3765/2                    | 27 KG: Ždiar Konskr.Nr.: 27 | drevená,rámová; mlatovisko,záčin,maštaľ          |              | č. NKP: 706-3765/2 Stand des NKP: 2012-02-08 Name: STODOLA S MAŠTAĽOU    |
|      | Datei hochladen | VOZÁREŇ ObjektID: 706-3765/3                                  | 27 KG: Ždiar Konskr.Nr.: 27 | drevená,rámová                                   |              | č. NKP: 706-3765/3 Stand des NKP: 2012-02-08 Name: VOZÁREŇ               |
|      | Datei hochladen | Gebäude in regionaltypischem Baustil(sk) ObjektID: 706-3788/1 | 28 KG: Ždiar Konskr.Nr.: 28 | zrubový+murovaný                                 |              | č. NKP: 706-3788/1 Stand des NKP: 2012-02-08 Name: DOM ĽUDOVÝ            |
|      | Datei hochladen | Scheune und Stall(sk) ObjektID: 706-3788/2                    | 28 KG: Ždiar Konskr.Nr.: 28 | drevená,rámová; mlatovisko,záčin                 |              | č. NKP: 706-3788/2 Stand des NKP: 2012-02-08 Name: STODOLA S MAŠTAĽOU    |
|      | Datei hochladen | VOZÁREŇ ObjektID: 706-3788/3                                  | 28 KG: Ždiar Konskr.Nr.: 28 | drevená,rámová                                   |              | č. NKP: 706-3788/3 Stand des NKP: 2012-02-08 Name: VOZÁREŇ               |
|      | Datei hochladen | Gebäude in regionaltypischem Baustil(sk) ObjektID: 706-3694/1 | 35 KG: Ždiar Konskr.Nr.: 35 | zrubová,rámová                                   |              | č. NKP: 706-3694/1 Stand des NKP: 2012-02-08 Name: DOM ĽUDOVÝ            |
|      | Datei hochladen | Wirtschaftsgebäude(sk) ObjektID: 706-3694/2                   | 35 KG: Ždiar Konskr.Nr.: 35 | zrubová,murovaná                                 |              | č. NKP: 706-3694/2 Stand des NKP: 2012-02-08 Name: STAVBA HOSPODÁRSKA    |
|      | Datei hochladen | Gebäude in regionaltypischem Baustil(sk) ObjektID: 706-3695/1 | 36 KG: Ždiar Konskr.Nr.: 36 | zrubový                                          |              | č. NKP: 706-3695/1 Stand des NKP: 2012-02-08 Name: DOM ĽUDOVÝ            |
|      | Datei hochladen | Scheune und Stall(sk) ObjektID: 706-3695/2                    | 36 KG: Ždiar Konskr.Nr.: 36 | zrubová; maštaľ, mlatovisko, záčin               |              | č. NKP: 706-3695/2 Stand des NKP: 2012-02-08 Name: STODOLA S MAŠTAĽOU    |
|      | Datei hochladen | Wirtschaftsgebäude(sk) ObjektID: 706-3695/3                   | 36 KG: Ždiar Konskr.Nr.: 36 | zrubová; ovčín,chliev,podšopa                    |              | č. NKP: 706-3695/3 Stand des NKP: 2012-02-08 Name: STAVBA HOSPODÁRSKA    |
|      | Datei hochladen | Gebäude in regionaltypischem Baustil(sk) ObjektID: 706-3696/1 | 37 KG: Ždiar Konskr.Nr.: 37 | zrubový                                          |              | č. NKP: 706-3696/1 Stand des NKP: 2012-02-08 Name: DOM ĽUDOVÝ            |
|      | Datei hochladen | Wirtschaftsgebäude(sk) ObjektID: 706-3696/2                   | 37 KG: Ždiar Konskr.Nr.: 37 |                                                  |              | č. NKP: 706-3696/2 Stand des NKP: 2012-02-08 Name: STAVBA HOSPODÁRSKA    |
|      | Datei hochladen | Scheune und Stall(sk) ObjektID: 706-3696/3                    | 37 KG: Ždiar Konskr.Nr.: 37 | zrubová                                          |              | č. NKP: 706-3696/3 Stand des NKP: 2012-02-08 Name: STODOLA S MAŠTAĽOU    |
|      | Datei hochladen | Gebäude in regionaltypischem Baustil(sk) ObjektID: 706-3697/1 | 38 KG: Ždiar Konskr.Nr.: 38 | zrubový                                          |              | č. NKP: 706-3697/1 Stand des NKP: 2012-02-08 Name: DOM ĽUDOVÝ            |
|      | Datei hochladen | Wirtschaftsgebäude(sk) ObjektID: 706-3697/2                   | 38 KG: Ždiar Konskr.Nr.: 38 | drevená rámová; maštaľ,mlatovisko,záčin          |              | č. NKP: 706-3697/2 Stand des NKP: 2012-02-08 Name: STAVBA HOSPODÁRSKA    |
|      | Datei hochladen | Gebäude in regionaltypischem Baustil(sk) ObjektID: 706-3766/1 | 39 KG: Ždiar Konskr.Nr.: 39 | zrubový                                          |              | č. NKP: 706-3766/1 Stand des NKP: 2012-02-08 Name: DOM ĽUDOVÝ            |
|      | Datei hochladen | Scheune(sk) ObjektID: 706-3766/2                              | 39 KG: Ždiar Konskr.Nr.: 39 | zrubová+murovaná; voziareň,maštaľ,mlatovisko,záč |              | č. NKP: 706-3766/2 Stand des NKP: 2012-02-08 Name: STODOLA               |
|      | Datei hochladen | Gebäude in regionaltypischem Baustil(sk) ObjektID: 706-3767/1 | 40 KG: Ždiar Konskr.Nr.: 40 | zrubový                                          |              | č. NKP: 706-3767/1 Stand des NKP: 2012-02-08 Name: DOM ĽUDOVÝ            |
|      | Datei hochladen | Scheune und Stall(sk) ObjektID: 706-3767/2                    | 40 KG: Ždiar Konskr.Nr.: 40 | zrubová; maštaľ,mlatovisko,záčin                 |              | č. NKP: 706-3767/2 Stand des NKP: 2012-02-08 Name: STODOLA S MAŠTAĽOU    |
|      | Datei hochladen | Wirtschaftsgebäude(sk) ObjektID: 706-3767/3                   | 40 KG: Ždiar Konskr.Nr.: 40 | doštená; šopa                                    |              | č. NKP: 706-3767/3 Stand des NKP: 2012-02-08 Name: STAVBA HOSPODÁRSKA    |
|      | Datei hochladen | Wirtschaftsgebäude(sk) ObjektID: 706-3767/4                   | 40 KG: Ždiar Konskr.Nr.: 40 | zrubová; chliev,ovčín,sklad                      |              | č. NKP: 706-3767/4 Stand des NKP: 2012-02-08 Name: STAVBA HOSPODÁRSKA    |
|      | Datei hochladen | Gebäude in regionaltypischem Baustil(sk) ObjektID: 706-3698/1 | 41 KG: Ždiar Konskr.Nr.: 41 | zrubový                                          |              | č. NKP: 706-3698/1 Stand des NKP: 2012-02-08 Name: DOM ĽUDOVÝ            |
|      | Datei hochladen | Wirtschaftsgebäude(sk) ObjektID: 706-3698/2                   | 41 KG: Ždiar Konskr.Nr.: 41 | zrubová                                          |              | č. NKP: 706-3698/2 Stand des NKP: 2012-02-08 Name: STAVBA HOSPODÁRSKA    |
|      | Datei hochladen | Gebäude in regionaltypischem Baustil(sk) ObjektID: 706-3768/1 | 42 KG: Ždiar Konskr.Nr.: 42 | zrubový                                          |              | č. NKP: 706-3768/1 Stand des NKP: 2012-02-08 Name: DOM ĽUDOVÝ            |
|      | Datei hochladen | Scheune und Stall(sk) ObjektID: 706-3768/2                    | 42 KG: Ždiar Konskr.Nr.: 42 | drevená rámová+murovaná; záčin,mlatovisko,maštaľ |              | č. NKP: 706-3768/2 Stand des NKP: 2012-02-08 Name: STODOLA A MAŠTAĽ      |
|      | Datei hochladen | Gebäude in regionaltypischem Baustil(sk) ObjektID: 706-3699/1 | 43 KG: Ždiar Konskr.Nr.: 43 | zrubový                                          |              | č. NKP: 706-3699/1 Stand des NKP: 2012-02-08 Name: DOM ĽUDOVÝ            |
|      | Datei hochladen | Scheune und Stall(sk) ObjektID: 706-3699/2                    | 43 KG: Ždiar Konskr.Nr.: 43 | zrubová; maštaľ,mlatovisko,záčin                 |              | č. NKP: 706-3699/2 Stand des NKP: 2012-02-08 Name: STODOLA S MAŠTAĽOU    |
|      | Datei hochladen | Scheune(sk) ObjektID: 706-3699/3                              | 43 KG: Ždiar Konskr.Nr.: 43 | zrubový                                          |              | č. NKP: 706-3699/3 Stand des NKP: 2012-02-08 Name: CHLIEV                |
|      | Datei hochladen | Wirtschaftsgebäude(sk) ObjektID: 706-3699/4                   | 43 KG: Ždiar Konskr.Nr.: 43 | doštená; šopa                                    |              | č. NKP: 706-3699/4 Stand des NKP: 2012-02-08 Name: STAVBA HOSPODÁRSKA    |
|      | Datei hochladen | SENNÍK ObjektID: 706-3699/5                                   | 43 KG: Ždiar Konskr.Nr.: 43 | zrubový                                          |              | č. NKP: 706-3699/5 Stand des NKP: 2012-02-08 Name: SENNÍK                |
|      | Datei hochladen | Gebäude in regionaltypischem Baustil(sk) ObjektID: 706-3790/1 | 46 KG: Ždiar Konskr.Nr.: 46 | zrubový                                          |              | č. NKP: 706-3790/1 Stand des NKP: 2012-02-08 Name: DOM ĽUDOVÝ            |
|      | Datei hochladen | Scheune und Stall(sk) ObjektID: 706-3790/2                    | 46 KG: Ždiar Konskr.Nr.: 46 | zrubová,murovaná; maštaľ,mlatovisko,záčin        |              | č. NKP: 706-3790/2 Stand des NKP: 2012-02-08 Name: STODOLA S MAŠTAĽOU    |
|      | Datei hochladen | Gebäude in regionaltypischem Baustil(sk) ObjektID: 706-3791/1 | 47 KG: Ždiar Konskr.Nr.: 47 | zrubový                                          |              | č. NKP: 706-3791/1 Stand des NKP: 2012-02-08 Name: DOM ĽUDOVÝ            |
|      | Datei hochladen | Scheune und Stall(sk) ObjektID: 706-3791/2                    | 47 KG: Ždiar Konskr.Nr.: 47 | zrubová,rámová; záčin,mlatovisko,maštaľ,drevár   |              | č. NKP: 706-3791/2 Stand des NKP: 2012-02-08 Name: STODOLA S MAŠTAĽOU    |
|      | Datei hochladen | Gebäude in regionaltypischem Baustil(sk) ObjektID: 706-3792/1 | 48 KG: Ždiar Konskr.Nr.: 48 | zrubový                                          |              | č. NKP: 706-3792/1 Stand des NKP: 2012-02-08 Name: DOM ĽUDOVÝ            |
|      | Datei hochladen | Scheune und Stall(sk) ObjektID: 706-3792/2                    | 48 KG: Ždiar Konskr.Nr.: 48 | zrubová; záčin,mlatovisko,maštaľ                 |              | č. NKP: 706-3792/2 Stand des NKP: 2012-02-08 Name: STODOLA S MAŠTAĽOU    |
|      | Datei hochladen | Wirtschaftsgebäude(sk) ObjektID: 706-3792/3                   | 48 KG: Ždiar Konskr.Nr.: 48 | zrubová,rámová; maštaľ,chliev                    |              | č. NKP: 706-3792/3 Stand des NKP: 2012-02-08 Name: STAVBA HOSPODÁRSKA    |
|      | Datei hochladen | Wirtschaftsgebäude(sk) ObjektID: 706-3792/4                   | 48 KG: Ždiar Konskr.Nr.: 48 | zrubová                                          |              | č. NKP: 706-3792/4 Stand des NKP: 2012-02-08 Name: STAVBA HOSPODÁRSKA    |
|      | Datei hochladen | Gebäude in regionaltypischem Baustil(sk) ObjektID: 706-3793/1 | 49 KG: Ždiar Konskr.Nr.: 49 | zrubový                                          |              | č. NKP: 706-3793/1 Stand des NKP: 2012-02-08 Name: DOM ĽUDOVÝ            |
|      | Datei hochladen | Wirtschaftsgebäude(sk) ObjektID: 706-3793/2                   | 49 KG: Ždiar Konskr.Nr.: 49 | zrubová,rámová; záčin,mlatovisko,maštaľ,kôlňa    |              | č. NKP: 706-3793/2 Stand des NKP: 2012-02-08 Name: STAVBA HOSPODÁRSKA    |
|      | Datei hochladen | Heuschober(sk) ObjektID: 706-3793/3                           | 49 KG: Ždiar Konskr.Nr.: 49 | zrubový; senník                                  |              | č. NKP: 706-3793/3 Stand des NKP: 2012-02-08 Name: SENNÍK                |
|      | Datei hochladen | Gebäude in regionaltypischem Baustil(sk) ObjektID: 706-3794/1 | 50 KG: Ždiar Konskr.Nr.: 50 | zrubový                                          |              | č. NKP: 706-3794/1 Stand des NKP: 2012-02-08 Name: DOM ĽUDOVÝ            |
|      | Datei hochladen | Scheune und Stall(sk) ObjektID: 706-3794/2                    | 50 KG: Ždiar Konskr.Nr.: 50 | zrubová,rámová; mlatovisko,maštaľ,kôlňa          |              | č. NKP: 706-3794/2 Stand des NKP: 2012-02-08 Name: STODOLA S MAŠTAĽOU    |
|      | Datei hochladen | Gebäude in regionaltypischem Baustil(sk) ObjektID: 706-3770/1 | 52 KG: Ždiar Konskr.Nr.: 52 | zrubový                                          |              | č. NKP: 706-3770/1 Stand des NKP: 2012-02-08 Name: DOM ĽUDOVÝ            |
|      | Datei hochladen | Scheune(sk) ObjektID: 706-3770/2                              | 52 KG: Ždiar Konskr.Nr.: 52 | drevená rámová+murovaná; záčin,mlatovisko        |              | č. NKP: 706-3770/2 Stand des NKP: 2012-02-08 Name: STODOLA               |
|      | Datei hochladen | Stall(sk) ObjektID: 706-3770/3                                | 52 KG: Ždiar Konskr.Nr.: 52 | murovaná                                         |              | č. NKP: 706-3770/3 Stand des NKP: 2012-02-08 Name: MAŠTAĽ                |
|      | Datei hochladen | Gebäude in regionaltypischem Baustil(sk) ObjektID: 706-3771/1 | 53 KG: Ždiar Konskr.Nr.: 53 | zrubový                                          |              | č. NKP: 706-3771/1 Stand des NKP: 2012-02-08 Name: DOM ĽUDOVÝ            |
|      | Datei hochladen | Scheune und Stall(sk) ObjektID: 706-3771/2                    | 53 KG: Ždiar Konskr.Nr.: 53 | zrubová,murovaná; mlatovisko,záčin               |              | č. NKP: 706-3771/2 Stand des NKP: 2012-02-08 Name: STODOLA S MAŠTAĽOU    |
|      | Datei hochladen | Gebäude in regionaltypischem Baustil(sk) ObjektID: 706-3772/0 | 55 KG: Ždiar Konskr.Nr.: 55 | zrubový                                          |              | č. NKP: 706-3772/0 Stand des NKP: 2012-02-08 Name: DOM ĽUDOVÝ            |
|      | Datei hochladen | Gebäude in regionaltypischem Baustil(sk) ObjektID: 706-3773/1 | 59 KG: Ždiar Konskr.Nr.: 59 | zrubový                                          |              | č. NKP: 706-3773/1 Stand des NKP: 2012-02-08 Name: DOM ĽUDOVÝ            |
|      | Datei hochladen | Wirtschaftsgebäude(sk) ObjektID: 706-3773/2                   | 59 KG: Ždiar Konskr.Nr.: 59 | zrubová,rámová                                   |              | č. NKP: 706-3773/2 Stand des NKP: 2012-02-08 Name: STAVBA HOSPODÁRSKA    |
|      | Datei hochladen | Gebäude in regionaltypischem Baustil(sk) ObjektID: 706-3774/1 | 60 KG: Ždiar Konskr.Nr.: 60 | zrubový                                          |              | č. NKP: 706-3774/1 Stand des NKP: 2012-02-08 Name: DOM ĽUDOVÝ            |
|      | Datei hochladen | Scheune(sk) ObjektID: 706-3774/2                              | 60 KG: Ždiar Konskr.Nr.: 60 | drevená,rámová; mlatovisko, bojisko, záčin       |              | č. NKP: 706-3774/2 Stand des NKP: 2012-02-08 Name: STODOLA               |
|      | Datei hochladen | Gebäude in regionaltypischem Baustil(sk) ObjektID: 706-3700/1 | 61 KG: Ždiar Konskr.Nr.: 61 | zrubový                                          |              | č. NKP: 706-3700/1 Stand des NKP: 2012-02-08 Name: DOM ĽUDOVÝ            |
|      | Datei hochladen | Scheune und Stall(sk) ObjektID: 706-3700/2                    | 61 KG: Ždiar Konskr.Nr.: 61 | zrubová,rámová                                   |              | č. NKP: 706-3700/2 Stand des NKP: 2012-02-08 Name: STODOLA S MAŠTAĽOU    |
|      | Datei hochladen | Gebäude in regionaltypischem Baustil(sk) ObjektID: 706-3702/1 | 64 KG: Ždiar Konskr.Nr.: 64 | zrubový                                          |              | č. NKP: 706-3702/1 Stand des NKP: 2012-02-08 Name: DOM ĽUDOVÝ            |
|      | Datei hochladen | Wirtschaftsgebäude(sk) ObjektID: 706-3702/2                   | 64 KG: Ždiar Konskr.Nr.: 64 | zrubová; záčin,mlatovisko,záčin                  |              | č. NKP: 706-3702/2 Stand des NKP: 2012-02-08 Name: STAVBA HOSPODÁRSKA    |
|      | Datei hochladen | Gebäude in regionaltypischem Baustil(sk) ObjektID: 706-3796/1 | 65 KG: Ždiar Konskr.Nr.: 65 | zrubový                                          |              | č. NKP: 706-3796/1 Stand des NKP: 2012-02-08 Name: DOM ĽUDOVÝ            |
|      | Datei hochladen | Wirtschaftsgebäude(sk) ObjektID: 706-3796/2                   | 65 KG: Ždiar Konskr.Nr.: 65 | zrubová; stodola s maštaľou                      |              | č. NKP: 706-3796/2 Stand des NKP: 2012-02-08 Name: STAVBA HOSPODÁRSKA    |
|      | Datei hochladen | Gebäude in regionaltypischem Baustil(sk) ObjektID: 706-3775/1 | 66 KG: Ždiar Konskr.Nr.: 66 | zrubový                                          |              | č. NKP: 706-3775/1 Stand des NKP: 2012-02-08 Name: DOM ĽUDOVÝ            |
|      | Datei hochladen | Wirtschaftsgebäude(sk) ObjektID: 706-3775/2                   | 66 KG: Ždiar Konskr.Nr.: 66 | zrubová                                          |              | č. NKP: 706-3775/2 Stand des NKP: 2012-02-08 Name: STAVBA HOSPODÁRSKA    |
|      | Datei hochladen | Gebäude in regionaltypischem Baustil(sk) ObjektID: 706-4636/1 | 67 KG: Ždiar Konskr.Nr.: 67 | zrubový                                          |              | č. NKP: 706-4636/1 Stand des NKP: 2012-02-08 Name: DOM ĽUDOVÝ            |
|      | Datei hochladen | Scheune und Stall(sk) ObjektID: 706-4636/2                    | 67 KG: Ždiar Konskr.Nr.: 67 | zrubová; maštaľ,mlatovisko,záčin                 |              | č. NKP: 706-4636/2 Stand des NKP: 2012-02-08 Name: STODOLA S MAŠTAĽOU    |
|      | Datei hochladen | Gebäude in regionaltypischem Baustil(sk) ObjektID: 706-3797/1 | 68 KG: Ždiar Konskr.Nr.: 68 | zrubový                                          |              | č. NKP: 706-3797/1 Stand des NKP: 2012-02-08 Name: DOM ĽUDOVÝ            |
|      | Datei hochladen | Scheune und Stall(sk) ObjektID: 706-3797/2                    | 68 KG: Ždiar Konskr.Nr.: 68 | zrubová,rámová; mlatovisko,záčin,maštaľ          |              | č. NKP: 706-3797/2 Stand des NKP: 2012-02-08 Name: STODOLA S MAŠTAĽOU    |
|      | Datei hochladen | VOZÁREŇ ObjektID: 706-3797/3                                  | 68 KG: Ždiar Konskr.Nr.: 68 | drevená rámová; šopa                             |              | č. NKP: 706-3797/3 Stand des NKP: 2012-02-08 Name: VOZÁREŇ               |
|      | Datei hochladen | Gebäude in regionaltypischem Baustil(sk) ObjektID: 706-3798/1 | 69 KG: Ždiar Konskr.Nr.: 69 | zrubový+murovaný                                 |              | č. NKP: 706-3798/1 Stand des NKP: 2012-02-08 Name: DOM ĽUDOVÝ            |
|      | Datei hochladen | Wirtschaftsgebäude(sk) ObjektID: 706-3798/2                   | 69 KG: Ždiar Konskr.Nr.: 69 | drevená; jata,maštaľ                             |              | č. NKP: 706-3798/2 Stand des NKP: 2012-02-08 Name: STAVBA HOSPODÁRSKA    |
|      | Datei hochladen | Gebäude in regionaltypischem Baustil(sk) ObjektID: 706-3776/1 | 72 KG: Ždiar Konskr.Nr.: 72 | zrubový+murovaný                                 |              | č. NKP: 706-3776/1 Stand des NKP: 2012-02-08 Name: DOM ĽUDOVÝ            |
|      | Datei hochladen | Scheune und Stall(sk) ObjektID: 706-3776/2                    | 72 KG: Ždiar Konskr.Nr.: 72 | zrubová; záčin,mlatovisko,maštaľ                 |              | č. NKP: 706-3776/2 Stand des NKP: 2012-02-08 Name: STODOLA S MAŠTALOU    |
|      | Datei hochladen | Wirtschaftsgebäude(sk) ObjektID: 706-3776/3                   | 72 KG: Ždiar Konskr.Nr.: 72 | drevená,rámová; podšop s chlievom                |              | č. NKP: 706-3776/3 Stand des NKP: 2012-02-08 Name: STAVBA HOSPODÁRSKA    |
|      | Datei hochladen | VOZÁREŇ ObjektID: 706-3776/4                                  | 72 KG: Ždiar Konskr.Nr.: 72 | zrubová; voziareň,jata                           |              | č. NKP: 706-3776/4 Stand des NKP: 2012-02-08 Name: VOZÁREŇ               |
|      | Datei hochladen | Gebäude in regionaltypischem Baustil(sk) ObjektID: 706-3799/1 | 74 KG: Ždiar Konskr.Nr.: 74 | zrubový+murovaný                                 |              | č. NKP: 706-3799/1 Stand des NKP: 2012-02-08 Name: DOM ĽUDOVÝ            |
|      | Datei hochladen | Scheune und Stall(sk) ObjektID: 706-3799/2                    | 74 KG: Ždiar Konskr.Nr.: 74 | zrubová; maštaľ,mlatovisko,záčin,chliev          |              | č. NKP: 706-3799/2 Stand des NKP: 2012-02-08 Name: STODOLA S MAŠTAĽOU    |
|      | Datei hochladen | Wirtschaftsgebäude(sk) ObjektID: 706-3799/3                   | 74 KG: Ždiar Konskr.Nr.: 74 | drevená rámová; vozovňa,šopa,jata                |              | č. NKP: 706-3799/3 Stand des NKP: 2012-02-08 Name: STAVBA HOSPODÁRSKA    |
|      | Datei hochladen | Wirtschaftsgebäude(sk) ObjektID: 706-3799/4                   | 74 KG: Ždiar Konskr.Nr.: 74 | drevená,rámová; komora,bývalý chliev             |              | č. NKP: 706-3799/4 Stand des NKP: 2012-02-08 Name: STAVBA HOSPODÁRSKA    |

## Legende
Die Tabelle enthält im Einzelnen folgende Informationen:
| Foto:                    | Fotografie des Denkmals. |
| Denkmal / č. ÚZPF:       | Die Übersetzung der Bezeichnung des Denkmals, wie sie vom Slowakischen Denkmalamt (Pamiatkový úrad Slovenskej republiky) verwendet wird. Die Originalbezeichnung ist unter dem Fragezeichen angegeben. Fehlt die Übersetzung, so wird die Originalbezeichnung direkt angezeigt. Weiters ist die Objekt-Identifikationsnummer (Objekt ID) angeführt. Sie ist die offizielle, in der Slowakei eindeutige Nummer č. ÚZPF inklusive der zugehörigen Zählnummer, wie sie in den Daten des Denkmalamtes angegeben wird. Da diese nur innerhalb eines Landkreises gezählt wird, ist dessen Nummer der Denkmalnummer vorangestellt. |
| Standort:                | Wenn in der Liste vorhanden, ist die Adresse angegeben. In Klammern kann sich noch eine zusätzliche Adresse befinden, wenn es beispielsweise ein Eckhaus ist. Bei freistehenden Objekten ohne Adresse (zum Beispiel bei Bildstöcken) ist eine Adresse angegeben, die in der Nähe des Objekts liegt. Durch Aufruf des Links Standort wird die Lage des Denkmals in verschiedenen Kartenprojekten angezeigt. Darunter sind die Katastralgemeinde (KG) und, wenn vorhanden, die Konskriptionsnummer (Konskr. Nr.) angegeben.                                                                                                   |
| Offizielle Beschreibung: | Es ist die Kurzbeschreibung auf Slowakisch, wie sie in den offiziellen Listen angegeben ist, eingetragen. |
| Beschreibung:            | Kurze Angaben zum Denkmal auf Deutsch. |
| Metadaten:               | Zusätzlich werden, wenn in den persönlichen Einstellungen das Helferlein Dauerhaftes Einblenden von Metadaten aktiviert ist, ebensolche angezeigt. |

- Karte mit allen Koordinaten:
- OSM |
- WikiMap